# Griazi
Griazi (en rus Грязи) és una ciutat de l'óblast de Lípetsk (Rússia) a la vora del riu Matira, un afluent del riu Vorónej.

## Història
La ciutat va ser creada al voltant de l'estació de ferrocarril de Griazi, oberta el 1868, en la línia de Vorónej-Kozlov-Orlov-Griazi-Tsaritsin. El nom de la ciutat significa literalment fangs, i fa referència a la terra negra típica de la regió (txernozem en rus). Durant la dècada del 1930 la població tenia 25.000 habitants, i va rebre l'estatus de ciutat el 4 de desembre de 1938.

## Demografia
La situació demogràfica de Griazi s'ha vist deteriorada de 1990 ençà. El 2001 el creixement demogràfic va patir un dèficit de més de 10/1000 (taxa de natalitat de 7,5/1000 i la taxa de mortalitat de 17,7/1000).
| 1897  | 1939   | 1959   | 1970   | 1979   | 1989   | 2002   | 2008   |
| ----- | ------ | ------ | ------ | ------ | ------ | ------ | ------ |
| 1 700 | 25 900 | 34 400 | 41 300 | 42 600 | 47 458 | 47 478 | 46 471 |

## Galeria d'imatges

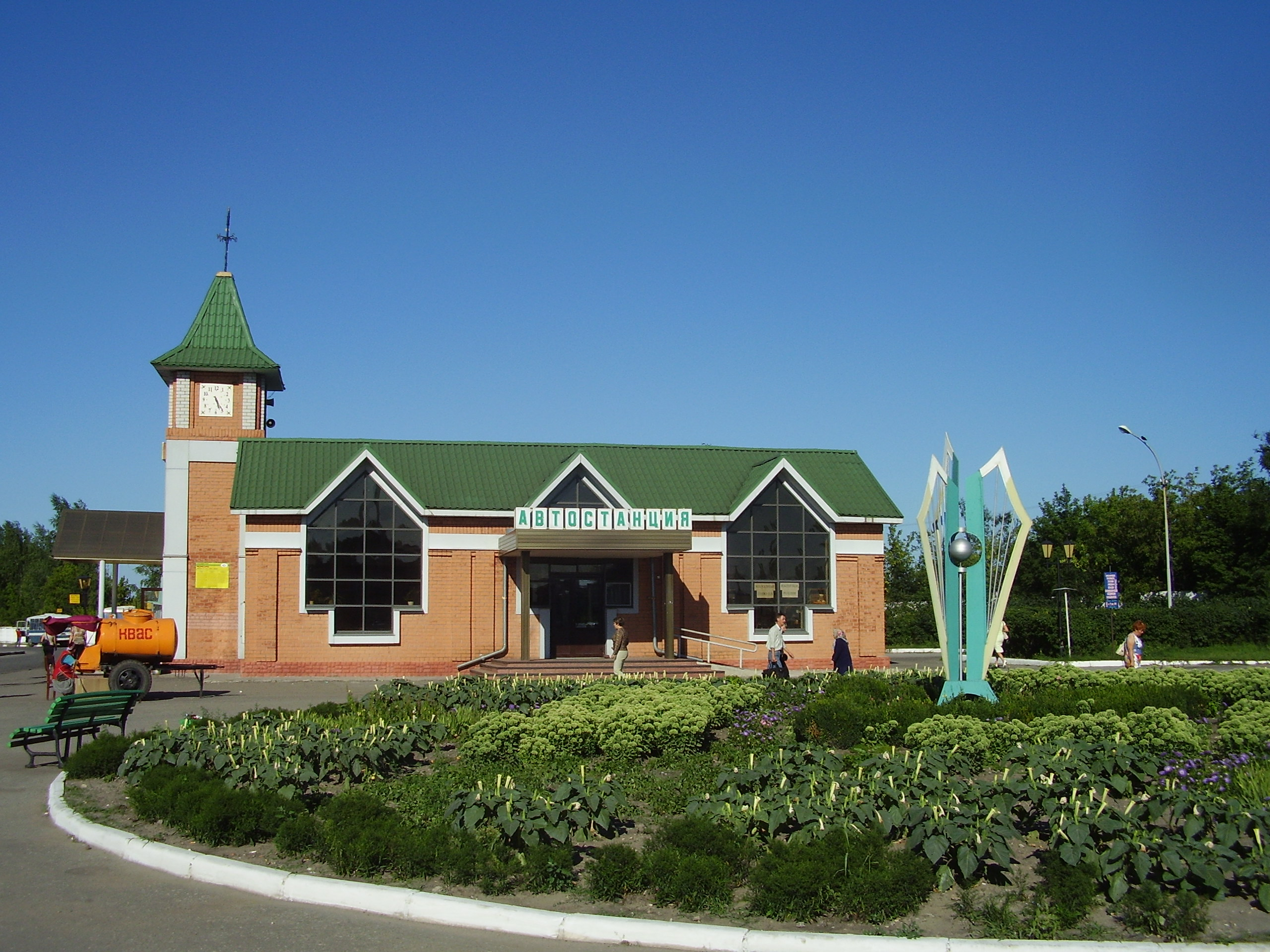
Estació d'autobusos de Griasi.
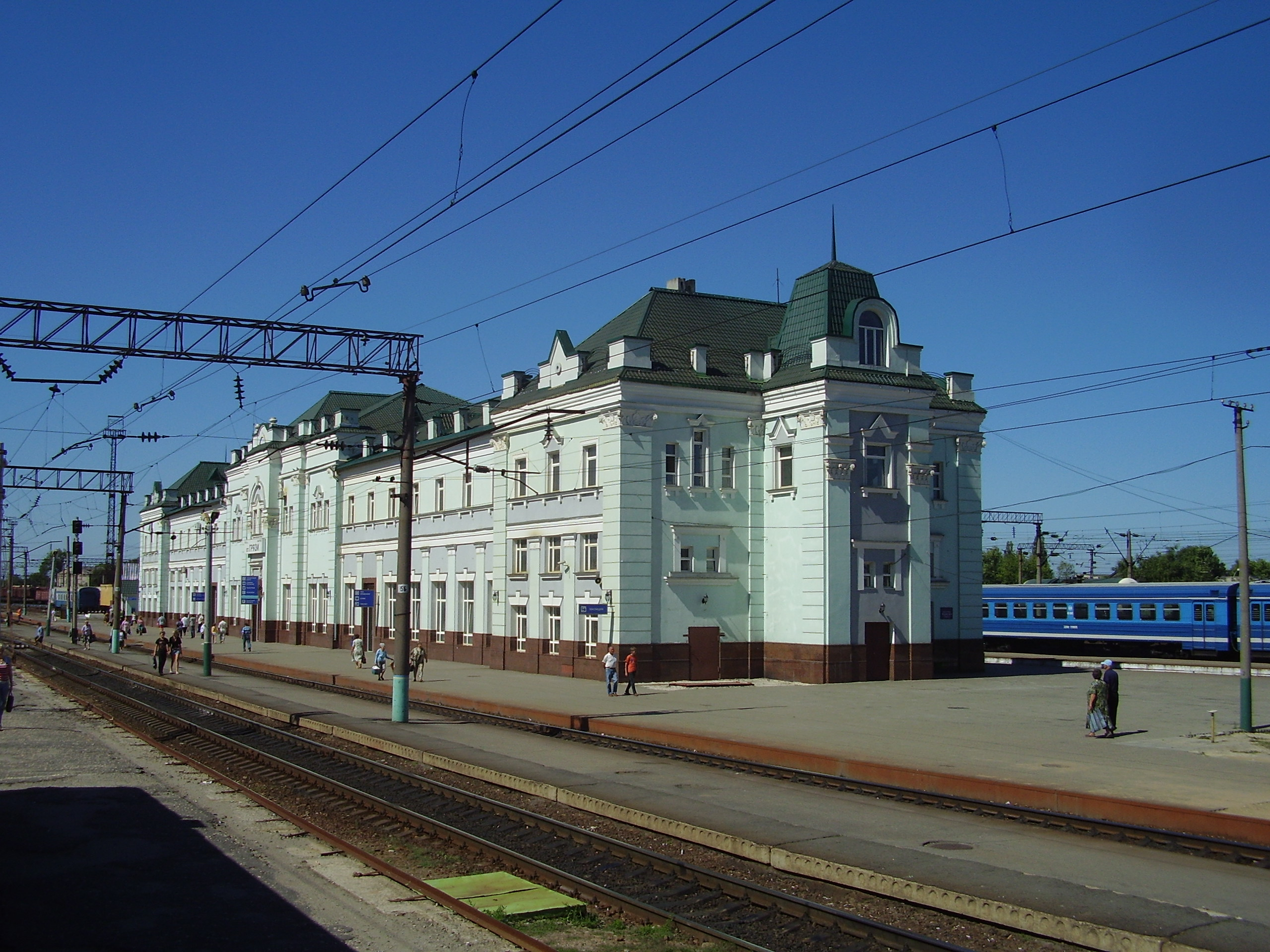
Estació de ferrocarril de Griazi.
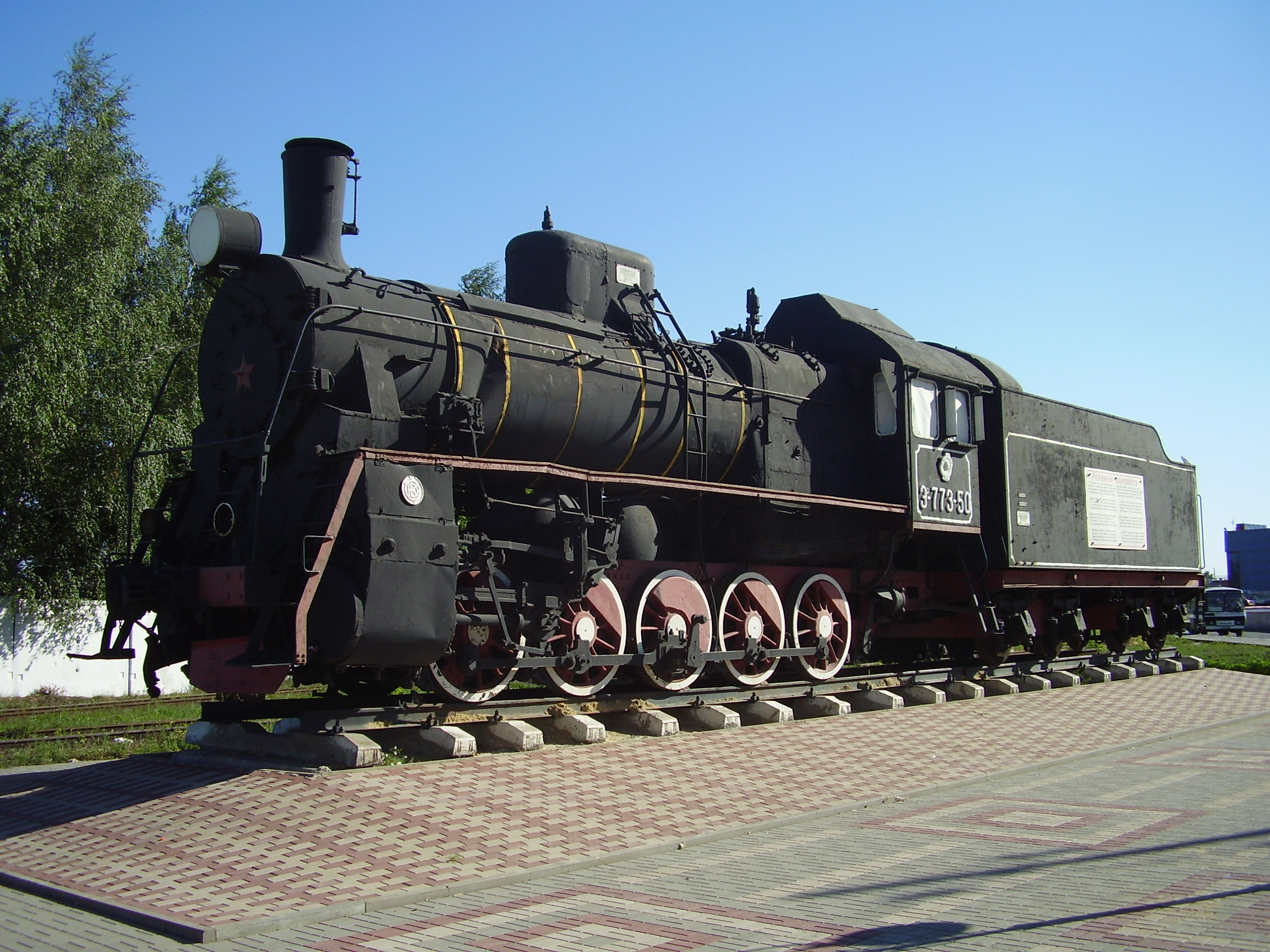
Memorial al ferrocarril.
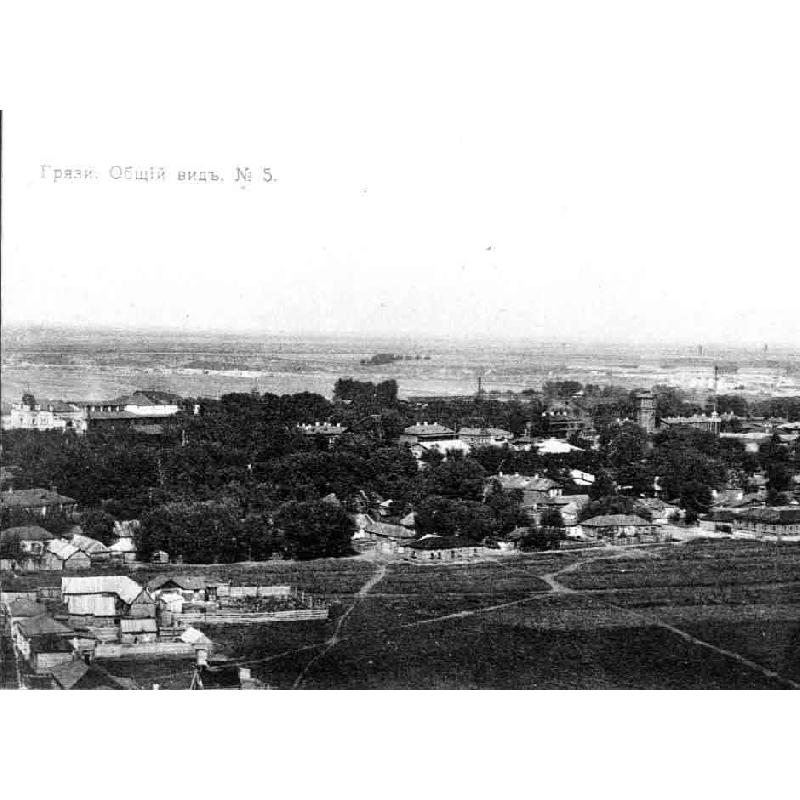
Griazi a començaments del segle XX
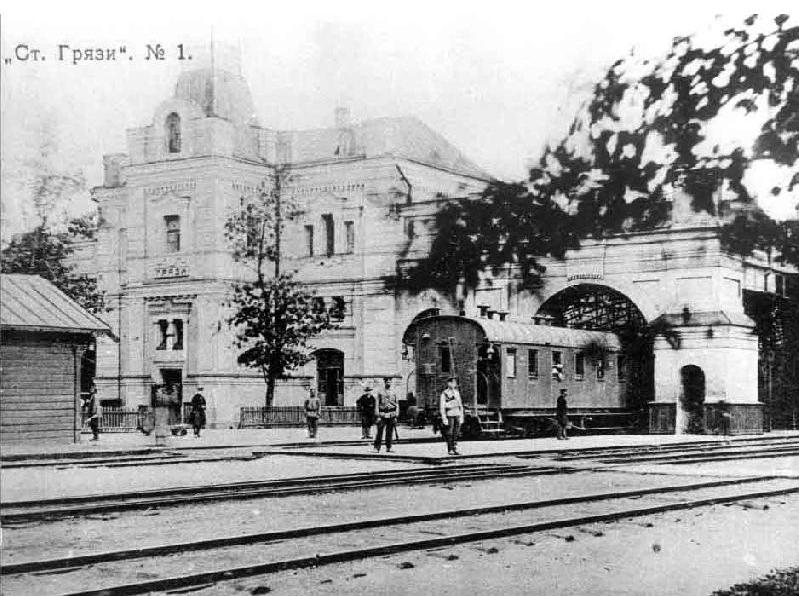
Estació de Griazi, començaments del segle xx.
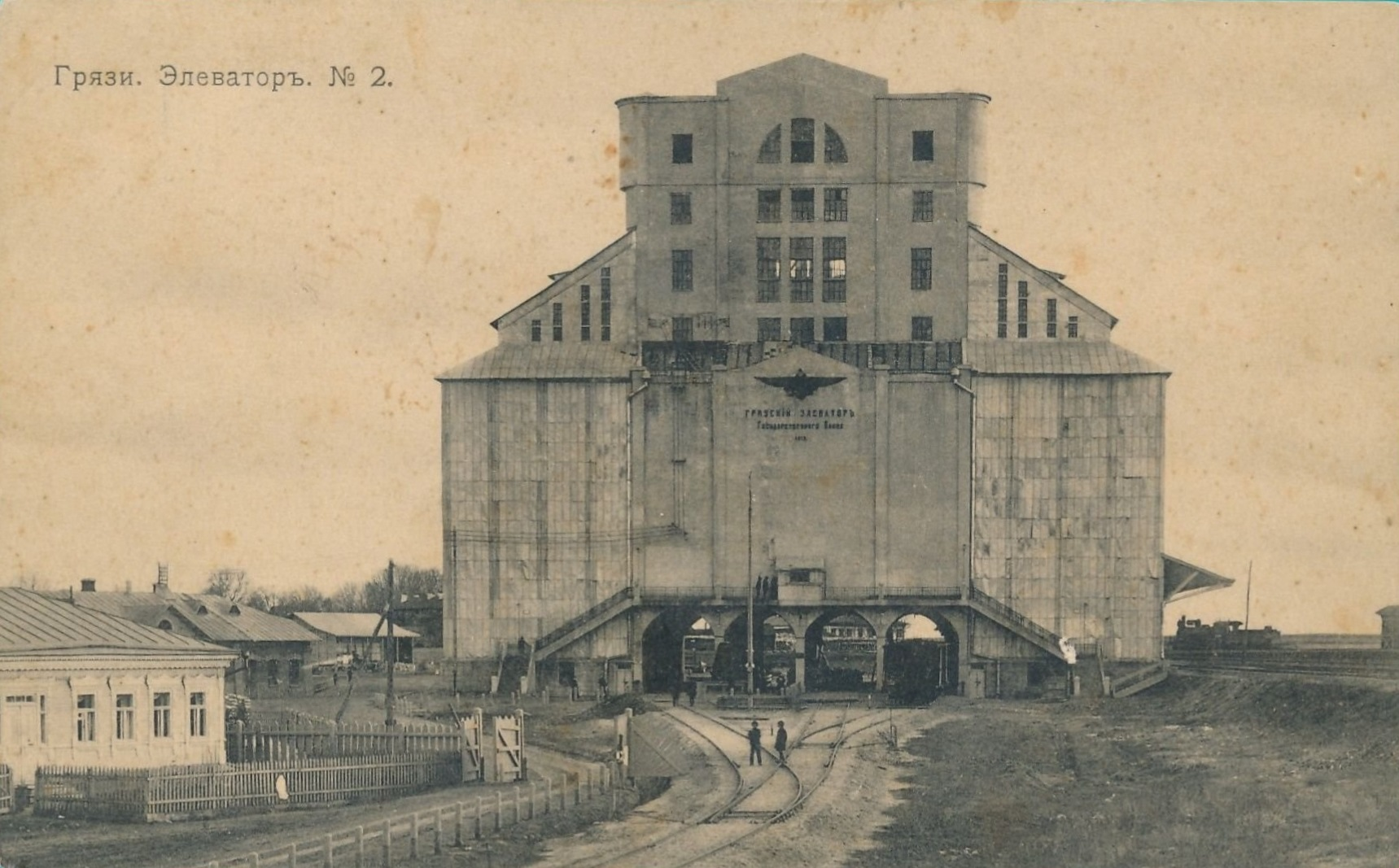
Elevador.
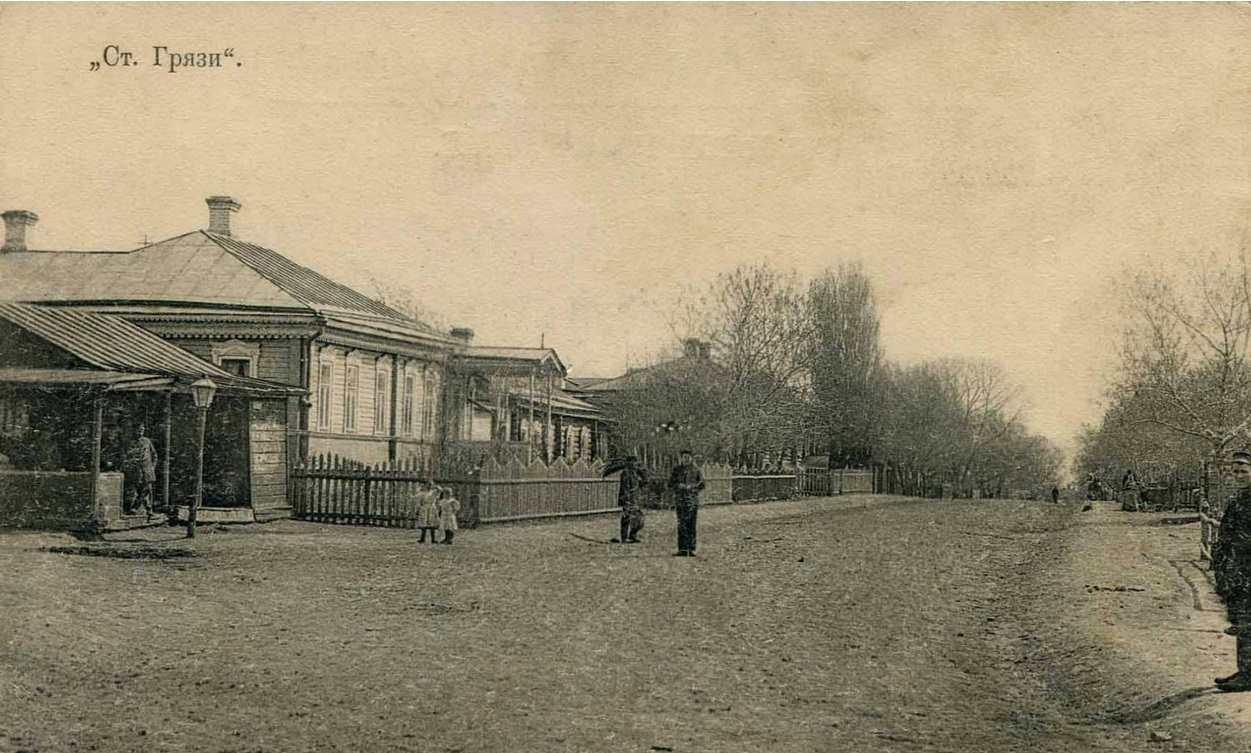
Carrer Stantsionnaia.
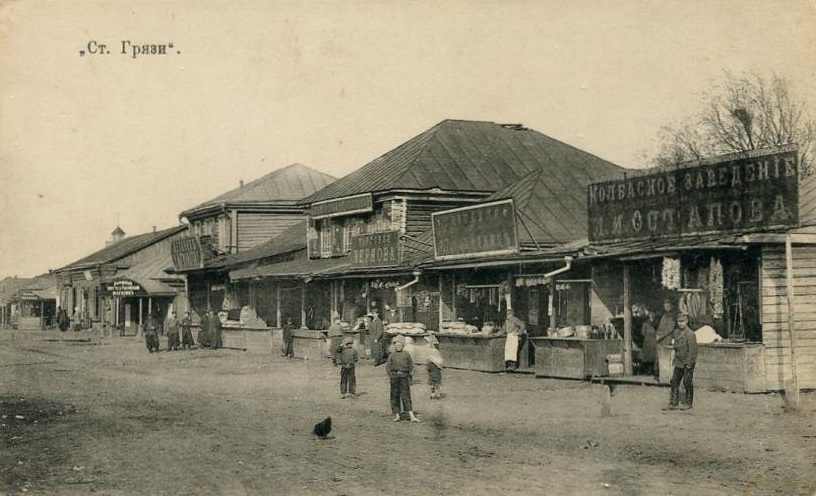
Àrea comercial.